# Петухи (Шарканський район)
Петухи́ (рос. Петухи) — починок у складі Шарканського району Удмуртії, Росія.

## Населення
Населення — 10 осіб (2010; 10 у 2002).
Національний склад станом на 2002:
- удмурти — 90 %

## Урбаноніми[3]
- вулиці — Миру